# Leiestinae
Leiestinae es una subfamilia de coleópteros polífagos.

## Géneros
- Leiestes - †Palaeoestes ...